# Adolf Schwab (politik)
Adolf Schwab, v matrice zapsán jako Abrahám Schwab (14. dubna 1833 Praha – 19. ledna 1897 Vídeň) byl rakouský podnikatel a politik německé národnosti a židovského původu z Čech, v 2. polovině 19. století poslanec Říšské rady.

## Biografie
Pocházel z vážené pražské rodiny. Vystudoval novoměstské gymnázium. Působil jako průmyslový podnikatel. Od roku 1860 pracoval ve firmě Brüder Schwab, která obchodovala s textilem. V polovině 60. let založil přádelnu v Lomnici nad Popelkou. V roce 1861 byl zvolen do sboru obecních starších města Prahy a zasedal v něm do roku 1871, kdy Němci odešli z pražského zastupitelstva. V letech 1865–1871 byl i členem městské rady. Od roku 1870 byl členem pražské obchodní a živnostenské komory. V 70. letech působil při pražském obchodním soudu a zasedal v radě pražské burzy. Byl rovněž členem reprezentace pražské židovské obce.
Zapojil se i do vysoké politiky. Byl poslancem Říšské rady (celostátního parlamentu), kam usedl v prvních přímých volbách roku 1873 za kurii obchodních a živnostenských komor v Čechách, obvod Praha. Mandát zde obhájil ve volbách roku 1879. Ve volbách do Říšské rady roku 1885 byl zvolen za kurii obchodních a živnostenských komor, obvod Liberec a mandát zde obhájil i ve volbách roku 1891. Poslancem byl až do své smrti roku 1897. Zaměřoval se na hospodářská témata a daňovou politiku.
Zastupoval německé liberály (tzv. Ústavní strana, liberálně, provídeňsky a centralisticky orientovaná). Na Říšské radě se v říjnu 1879 uvádí jako člen staroněmeckého Klubu liberálů (Club der Liberalen). Od roku 1881 byl členem klubu Sjednocené levice, do kterého se spojilo několik ústavověrných (liberálně a centralisticky orientovaných) politických proudů. Po rozpadu Sjednocené levice přešel do frakce Německorakouský klub. V roce 1890 se uvádí jako poslanec obnoveného klubu německých liberálů, nyní oficiálně nazývaného Sjednocená německá levice. I ve volbách roku 1891 byl na Říšskou radu zvolen za klub Sjednocené německé levice.
V závěru života bydlel ve Vídni. Dlouhodobě trpěl žaludeční chorobou. Zemřel v lednu 1897 po prodělané operaci ve vídeňském sanatoriu.